# PGC 60379
PGC 60379 ist eine linsenförmige Ringgalaxie vom Hubble-Typ (R)SAB0 im Sternbild Altar. Sie ist rund 203 Millionen Lichtjahre entfernt und hat einen Durchmesser von etwa 150.000 Lichtjahren. Vom Sonnensystem aus entfernt sich die Galaxie mit einer errechneten Radialgeschwindigkeit von näherungsweise 4.600 Kilometern pro Sekunde.